# 1932 en cyclisme
| Années du cyclisme : 1929 - 1930 - 1931 - 1932 - 1933 - 1934 - 1935    |
| Décennies du cyclisme : 1900 - 1910 - 1920 - 1930 - 1940 - 1950 - 1960 |

Les faits marquants de l'année 1932 en cyclisme.

## Mars
- 6 mars : le Français René Vietto gagne le Grand Prix de Cannes.
- 13 mars : le Belge Romain Gijssels gagne le Tour des Flandres pour la deuxième fois d'affilée.
- 20 mars :
  - Alfredo Bovet gagne la classique Milan-San Remo.
  - Première édition du Critérium national, remportée par Léon Le Calvez.
- 27 mars : Romain Gijssels remporte Paris-Roubaix.
- 28 mars : le Tour de Majorque sort d'un sommeil de 20 ans, l'Espagnol José Nicolau l'emporte. L'épreuve ne sera disputée en 1933 et reprendra en 1934.

## Avril
- 3 avril : le Belge Julien Vervaecke gagne Paris-Bruxelles.
- 3 avril : l'Italien Antonio Liguori gagne le Tour des deux provinces de Messine.
- 10 avril : le Belge Alfons Deloor gagne le Circuit des Régions Flamandes.
- 10 avril : l'Italien Giuseppe Olmo gagne Milan-Turin.
- 17 avril : 1re manche du championnat d'Italie sur route, l'Italien Learco Guerra gagne le Tour de Campanie. L'épreuve ne sera pas disputée en 1933 et reprendra en 1934.
- 17 avril : le Français Léon Fichot gagne la Polymultipliée.
- 21 avril : l'Italien Giuseppe Martano gagne le Tour du Piémont.
- 24 avril : le Français Jules Moineau gagne Paris-Tours

## Mai
- 1er mai : 2e manche du championnat d'Italie sur route, l'Italien Learco Guerra gagne le Tour de Toscane. L'épreuve ne sera pas disputée en 1933 et reprendra en 1934.
- 1er mai : le Belge Pierre Vereycken gagne le Grand Prix de Hoboken.
- 5 mai : le Suisse August Erne gagne le Championnat de Zurich.
- 5 mai : le Belge Marcel Hoyoux gagne Liège-Bastogne-Liège.
- 14 mai : départ du Tour d'Italie à Milan.
- 15 mai : l'Espagnol Mariano Canardo gagne le Trophée Masferrer.
- 22 mai : le Belge Romain Gijssels gagne Bordeaux-Paris.
- 28 mai : le Luxembourgeois Nicolas Frantz est champion du Luxembourg pour la dixième fois d'affilée.
- 29 mai : le Belge Léon Louyet gagne le Tour de Belgique.

## Juin
- 5 juin : Antonio Pesenti remporte le Tour d'Italie.
- 12 juin : le Suisse Auguste Erne devient champion de Suisse sur route.
- 12 juin : le Belge Georges Lemaire devient champion de Belgique sur route.
- 12 juin : le Français André Godinat devient champion de France sur route.
- 18 juin : l'Espagnol Mariano Canardo gagne le Tour de Catalogne pour la troisième fois.
- 19 juin : 3e manche du championnat d'Italie sur route, l'Italien Remo Bertoni gagne Trévise-Montegrappa. C'est la seule édition de cette épreuve.
- 19 juin : l'Espagnol Ricardo Montero gagne la Vuelta a los Puertos.
- 27 juin : le Néerlandais Marinus Valentin devient champion des Pays-Bas sur route.

## Juillet
- 6 juillet : départ du Tour de France à Paris.  Des bonifications sont octroyées à toutes les arrivées d'étapes : 4 minutes pour le vainqueur, 2 minutes pour le second et 1 minute pour le 3eme. La bonification pour un vainqueur d'étape qui possède au moins 3 minutes d'avance sur son second est maintenue. Ceci est fait pour favoriser le Français Charles Pélissier, redoutable sprinteur, qui est le "chouchou" de Henri Desgranges le directeur du Tour de France. Malheureusement pour lui, Pélissier tombe et se fracture l'omoplate sur la piste du vélodrome de Nice, il ne participera au Tour. Le Français Antonin Magne également ne prend pas le départ. Les favoris sont l'Italien Antonio Pesenti qui a fini 3eme du Tour l'an passé et qui vient de gagner le Tour d'Italie, et le Français André Leducq. Dédé sympathique à tous pour sa bonne humeur et ses blagues et aux femmes pour son physique, est le meilleur grimpeurs de tous les sprinteurs prenant part au Tour.  Ce tour va être donc un championnat du monde du sprint en 21 étapes. Le Belge Jean Aerts gagne au sprint la 1ere étape Paris-Caen et prend le maillot jaune, 2eme son compatriote Jef Demuysère même temps, 3eme l'Allemand Herbert Sierowski à 14 secondes. D'autres coureurs sont intercalés et l'Allemand Karl Altenburger 8eme à 4 minutes 12 secondes remporte le sprint du peloton où figurent tous les favoris.
- 7 juillet : l'Allemand Kurt Stoepel gagne, au sprint devant un groupe de 13 hommes, la 2eme étape du Tour de France Caen-Nantes, 2eme le Belge Frans Bonduel, 3eme le Français André Leducq, le Belge Georges Lemaire est 9eme de ce groupe, tous même temps. Le Français Georges Speicher 22eme à 9 minutes 39 secondes remporte le sprint du peloton où figurent les Belges Jean Aerts 27eme, Jef Demuysère 26eme et l'Allemand Herbert Sierowski 41eme. Stoepel prend le maillot jaune, c'est le premier Allemand dans l'Histoire du Tour Vainqueur d'étape et porteur du maillot jaune, 2eme Bonduel à 2 minutes, 3eme Lemaire à 2 minutes 1 seconde, 4eme Leducq à 3 minutes. Il y a repos le 8 juillet.
- 9 juillet : le Français André Leducq gagne au sprint la 3eme étape du Tour de France Nantes-Bordeaux, 2eme l'Italien Rafaelle di Paco, 3eme le Belge Frans Bonduel, l'Allemand Kurt Stoepel, à cause d'une crevaison termine 57eme à 45 secondes. Au classement général Leducq prend le maillot jaune, 2eme Stoepel à 1 minute 45 secondes, 3eme Bonduel à 2 minutes. Il y a repos le 10 juillet.
- 11 juillet : le Belge Georges Ronsse gagne au sprint la 4eme étape du Tour de France Bordeaux-Pau, 2eme le Français Paul Le Drogo même temps, 3eme à 1 minute 9 secondes le Belge Georges Antenen qui remporte le sprint du peloton où figurent tous les favoris. Pas de changement en tête du classement général.
- 12 juillet : l'Italien Antonio Pesenti gagne la 5eme étape du Tour de France Pau-Luchon qui emprunte les cols d'Aubisque et du Tourmalet, 2eme le Français Benoit Faure même temps, 3eme l'Italien Francesco Camusso à 5 secondes, 4eme l'Italien Eugenio Gestri à 3 minutes 14 secondes, 5eme le Français Maurice Archambaud à 3 minutes 53 secondes, 6eme le Français André Leducq même temps, le Belge Jean Aerts est 7eme  même temps que les 2 Français. L'Allemand Kurt Stoepel est 8eme à 4 minutes 3 secondes et le Belge Frans Bonduel termine 32eme à 25 minutes 20 secondes. Au classement général Leducq garde le maillot jaune, 2eme Stoepel à 1 minute 55 secondes, 3eme Aerts à 6 minutes 27 secondes, 4eme Pesenti à 6 minutes 46 secondes. Il y a repos le 13 juillet.
- 14 juillet : le Belge Frans Bonduel gagne, au sprint devant un groupe de 20 coureurs, la 6eme étape du Tour de France Luchon-Perpignan qui emprunte les cols de Portet d'Aspet, de Port et de Puymorens, 2eme le Français André Leducq, 3eme l'Allemand Kurt Stoepel,  l'Italien Antonio Pesenti 17eme même temps est dans ce groupe, mais pas le Belge Jean Aerts qui termine 27eme à 10 minutes 30 secondes. Au classement général, 1er Leducq, 2eme Stoepel à 2 minutes 55 secondes, 3eme Pesenti à 8 minutes 46 secondes. Il y a repos le 15 juillet.
- 14 juillet : le Français Louis Gras gagne le Grand Prix d'Antibes pour la deuxième fois.
- 16 juillet : le Belge Frans Bonduel gagne au sprint la 7eme étape du Tour de France Perpignan-Montpellier, 2eme le Français André Leducq, 3eme l'Italien Rafaelle di Paco puis tout le peloton. Au classement général, 1er Leducq, 2eme l'Allemand Kurt Stoepel à 4 minutes 55 secondes, 3eme l'Italien Antonio Pesenti à 10 minutes 46 secondes.
- 17 juillet : l'Italien Michele Orrechia gagne, au sprint devant son compagnon d'échappée, la 8eme étape du Tour de France Montpellier-Marseille, 2eme l'Italien Adrien Buttafocchi même temps. Le Français André Leducq 3eme à 1 minute 40 secondes remporte le sprint du peloton, où ne figure pas l'Italien Antonio Pesenti qui termine 19eme à 4 minutes 28 secondes, à cause d'une crevaison. Au classement général 1er Leducq, 2eme l'Allemand Kurt Stoepel à 5 minutes 55 secondes, 3eme Pesenti à 14 minutes 34 secondes.
- 18 juillet : l'Italien Raffaele di Paco gagne, au sprint devant un groupe de 28 coureurs, la 9eme étape du Tour de France Marseille-Cannes, 2eme le Belge Georges Ronsse, 3eme le Belge Georges Antenen, puis tous les favoris. Pas de changement en tête du classement général.
- 19 juillet : l'Italien Francesco Camuso gagne la 10eme étape du Tour de France Cannes-Nice qui emprunte les cols de Braus, de Castillon et la Turbie (la boucle de Sospel), 2eme l'Italien Luigi Barral à 1 minute 18 secondes, 3eme l'Italien Luigi Marchisio à 1 minute 20 secondes, 4eme l'allemand Kurt Stoepel à 2 minutes 48 secondes. L' Italien Antonio Pesenti finit 8eme à 4 minutes 1 seconde, le Français André Leducq termine 16eme à 5 minutes 30 secondes. Au classement Leducq toujours maillot jaune devance Stoepel 2eme de 3 minutes 13 secondes, 3eme Camusso à 5 minutes 21 secondes, 4eme Pesenti à 13 minutes 5 secondes. Il y a repos le 20 juillet.
- 21 juillet : le Français André Leducq gagne, au sprint devant un groupe de 27 coureurs, la 11eme étape du Tour de France Nice-Gap qui emprunte les cols de la Colle Saint Michel et d'Allos, 2eme le Belge Frans Bonduel, 3eme le Français Benoit Faure, puis tous les autres favoris. À noter que l'Allemand Kurt Stoepel est déclassé de la 2eme place à la 6eme place pour sprint irrégulier. Au classement général Leducq grâce aux bonifications creuse l'écart sur Stoepel 2eme à 7 minutes 13 secondes, 3eme l'Italien Francesco Camusso à 9 minutes 21 secondes.
- 22 juillet : le Français Roger Lapèbie gagne, au sprint devant un groupe de 16 coureurs, la 12eme étape du Tour de France Gap-Grenoble qui emprunte le col Bayard, 2eme le Français Georges Speicher, 3eme le Belge Frans Bonduel, puis tous les autres favoris. Pas de changement en tête du classement général.
- 23 juillet : le Français André Leducq gagne, au sprint devant un groupe où figurent tous les favoris, la 13eme étape du Tour de France Grenoble-Aix les Bains qui emprunte les cols du Galibier et du Télégraphe, 2eme le Belge Frans Bonduel, 3eme le Belge Georges Ronsse, 4eme le Français Georges Speicher, 5eme l'Italien Francesco Camusso tous même temps. L'Allemand Kurt Stoepel 18eme est à 1 minute 50 secondes. Pour la première fois, le Galibier a été gravi sous les bourrasques de neige. Au classement général Leducq repousse Stoepel 2eme à 13 minutes 3 secondes et Camusso 3eme à 13 minutes 21 secondes.
- 24 juillet l'Italien Raffaele di Paco gagne au sprint la 14eme étape du Tour de France Aix les Bains-Evian qui emprunte les cols du Tamié et des Aravis, 2eme le Français Georges Speicher, 3eme le Français André Leducq, puis l'entier peloton, l'étape ayant été qu'une longue procession. Au classement général Leducq ajoute une minute de bonification, entre lui et l'Allemand Kurt Stoepel désormais 2eme à 14 minutes 3 secondes et avec l'Italien Francesco Camusso 3eme à 14 minutes 21 secondes.
- 25 juillet : le Français André Leducq gagne, au sprint devant un peloton de 53 hommes, la 15eme étape du Tour de France Evian-Belfort qui emprunte le col de la Faucille, 2eme l'Italien Rafaelle di Paco, 3eme l'Autrichien Max Bulla. Au classement général Leducq possède 18 minutes 3 secondes d'avance sur l'Allemand Kurt Stoepel 2eme et 18 minutes 3 secondes sur l'Italien Francesco Camusso 3eme à 18 minutes 21 secondes.
- 26 juillet : le Belge Gérard Loncke gagne, au sprint devant un groupe de 25 coureurs, la 16eme étape du Tour de France Belfort-Strasbourg, 2eme le Français Georges Speicher, 3eme le Belge Frans Bonduel, puis tous les favoris. Pas de changement en tête du classement général.
- 27 juillet : l'Italien Raffaele di Paco gagne au sprint la 17eme étape du Tour de France Strasbourg-Metz, 2eme le Belge Gérard Loncke, 3eme le Belge Georges Antenen, puis tout le peloton. Pas de changement en tête du classement général.
- 28 juillet : l'Italien Raffaele di Paco gagne au sprint la 18eme étape du Tour de France Metz-Charleville, après le déclassement du Français André Leducq pour sprint irrégulier (qui est retrogradé a la 21eme place), 2eme le Belge Gérard Loncke, 3eme l'Allemand Kurt Stoepel puis le peloton. Au classement général Leducq garde encore 17 minutes 3 secondes d'avance sur Stoepel et maintient son avance de 18 minutes 21 secondes sur l'Italien Francesco Camusso 3eme.
- 29 juillet : le Belge Gaston Rebry gagne la 19eme étape du Tour de France Charleville-Malo les Bains. Comme l'an dernier il part en compagnie de son compatriote Jef Demuysère sur les pavés du nord. Mais Demuysère ne peut suivre Rebry jusqu'au bout et arrive 2eme à 8 minutes 52 secondes, l'Italien Rafaelle di Paco 3eme à 15 minutes 7 secondes remporte le sprint du peloton où se trouvent tous les favoris. Pas de changement au classement général.
- 30 juillet : le Français André Leducq gagne au sprint devant un groupe de 11 hommes, la 20eme étape du Tour de France Malo les Bains-Amiens, 2eme le Belge Gérard Loncke, 3eme l'Allemand Kurt Stoepel, puis les autres favoris. Leducq devient co-recordman de victoires d'étapes dans le Tour avec le Luxembourgeois Nicolas Frantz, 20 succès tous les deux. Au classement général Leducq à 24 heures de l'arrivée à Paris possède 20 minutes 3 secondes d'avance sur Stoepel 2eme et 22 minutes 21 secondes sur l'Italien Francesco Camusso 3eme.
- 31 juillet : le Français André Leducq gagne au sprint la 21e étape du Tour de France Amiens-Paris, 2eme le Français Georges Speicher, 3eme le Belge Georges Ronsse. Leducq voulait emmener le sprint pour Speicher et le récompenser pour son aide offerte durant le Tour. Mais sitôt débouchant sur la piste du Parc des Princes, la foule se lève et scande " Leducq !-Leducq ! ". Ce dernier porté par les acclamations gagne l'étape à la grande déception de Speicher, il déclarera :" il aurait fallu être un saint ou un surhomme pour ne pas le faire". Leducq remporte le Tour de France pour la deuxième fois, 2eme Stoepel à 24 minutes 3 secondes, 3eme Camusso à 26 minutes 21 secondes. En enlevant les 31 minutes de bonification glanées par Leducq et les 7 minutes de bonifications Glanées par Stoepel, le Français ne gagnerait le Tour qu'avec 3 secondes d'avance sur l'Allemand, mais sans les bonifications la course du Français n'aurait pas été la même. Leducq devient au passage seul recordman de victoires d'étapes dans le Tour avec 21 bouquets, il y en aura d'autres.

## Août
- 2 août : le Belge Godfried de Vocht gagne le Grand Prix de l'Escaut pour la deuxième année d'affilée.
- 7 août : 4e manche du championnat d'Italie sur route, l'Italien Michele Mara gagne le Circuit de Castelli Romani. C'est la seule édition de cette épreuve.
- 7 août : le Belge Jean Aerts gagne le Grand Prix de Genève.
- 14 août : aux championnats du monde de cyclisme sur route à Rome (Italie), l'Italien Alfredo Binda remporte le titre chez les professionnels, son compatriote Remo Bertoni est médaille d'argent et le Luxembourgeois Nicolas Frantz est médaille de bronze. L'Italien Giuseppe Martano s'impose chez les amateurs.
- 21 août : le Belge Georges Christiaens gagne le Grand Prix de Fourmies.
- 23 août : le Français André Gaillot gagne la première édition du circuit de l'Indre.
- 27 août-4 septembre : Championnats du monde de cyclisme sur piste, à Rome. pour la première fois, le Belge Jef Scherens est champion du monde de vitesse professionnelle. L'Allemand Albert Richter est champion du monde de vitesse amateur.
- 27 août : le Belge Maurice Croon gagne la Coupe Sels.
- 30 août : le Français Philippe Bono gagne le Grand Prix de Plouay.

## Septembre
- 11 septembre : l'Espagnol Mariano Canardo gagne le Tour de Catalogne pour la quatrième fois.
- 15 septembre : le Belge Gérard Desmet gagne le Championnat des Flandres.
- 18 septembre : première édition du Grand Prix des Nations, remportée par Maurice Archambaud.
- 24 septembre : 5e manche du championnat d'Italie sur route, l'Italien Learco Guerra gagne Predappio-Rome. À l'issue de la course Learco Guerra est champion d'Italie sur route pour la troisième année d'affilée.
- 25 septembre : l'Italien Marco Giuntelli gagne le Trophée Bernocchi.

## Octobre
- 2 octobre : l'Italien Mario Cipriani gagne Milan-Modène.
- 9 octobre : l'Italien Domenico Piemontesi gagne les 3 Vallées Varésines pour la deuxième fois 10 ans après sa première victoire.
- 18 octobre : le Belge Léopold de Rijck gagne le Grand Prix de Clôture.
- 23 octobre : l'Italien antonio Negrini gagne le Tour de Lombardie.
- 23 octobre : l'Espagnol Luciano Montero redevient champion d'Espagne sur route.
- 30 octobre : l'Italien Giovanni Mancinelli gagne le Tour d'Ombrie. L'épreuve ne reprendra qu'en 1935.

## Principales naissances
- 14 janvier : Antonio Maspes, cycliste italien († 19 octobre 2000)
- 15 février : Jean-Pierre Schmitz, cycliste luxembourgeois
- 21 mars : Nino Defilippis, cycliste italien († 13 juillet 2010)
- 13 avril : Dino Bruni, cycliste italien.
- 20 mai : Antonio Suárez, cycliste espagnol († 6 janvier 1981)
- 21 mai : Jean Stablinski, cycliste français († 22 juillet 2007)
- 26 mai : Ramón Hoyos, cycliste colombien († 19 novembre 2014 (à 82 ans))
- 6 juin : Jan Adriaensens, cycliste belge.
- 19 août : Rolf Graf, cycliste suisse.
- 21 octobre : Vito Favero, cycliste italien († 16 mai 2014)
- 8 décembre : Charly Gaul, cycliste luxembourgeois († 6 décembre 2005)
- 23 décembre : Noël Foré, cycliste belge († 16 février 1994)
- 30 novembre : Jos Hoevenaars, cycliste belge († 14 juin 1995)

## Principaux décès
- 21 juin : Major Taylor, cycliste américain (° 26 novembre 1878)
- 6 juin : Omer Verschoore, cycliste belge (° 2 décembre 1888)
- 11 juillet : Lucien Lesna, cycliste français (° 11 octobre 1863)
- 31 octobre : Charles Terront, cycliste français (° 25 avril 1857)